# Воробкевич Сидір Іванович
о. Ізидо́р Воробкевич, у сучасних джерелах Си́дір Воробке́вич (5 травня 1836, Чернівці — 19 вересня 1903, Чернівці) — український буковинський письменник, композитор, музично-культурний діяч, православний священик, педагог, редактор часописів Буковини, художник. Мав псевдоніми: Данило Млака, Демко Маковійчук, Морозенко, Семен Хрін, Ісидор Воробкевич, С. Волох та інші. Нагороджений лицарським хрестом ордена Франца Йосифа (1902).

## Біографія

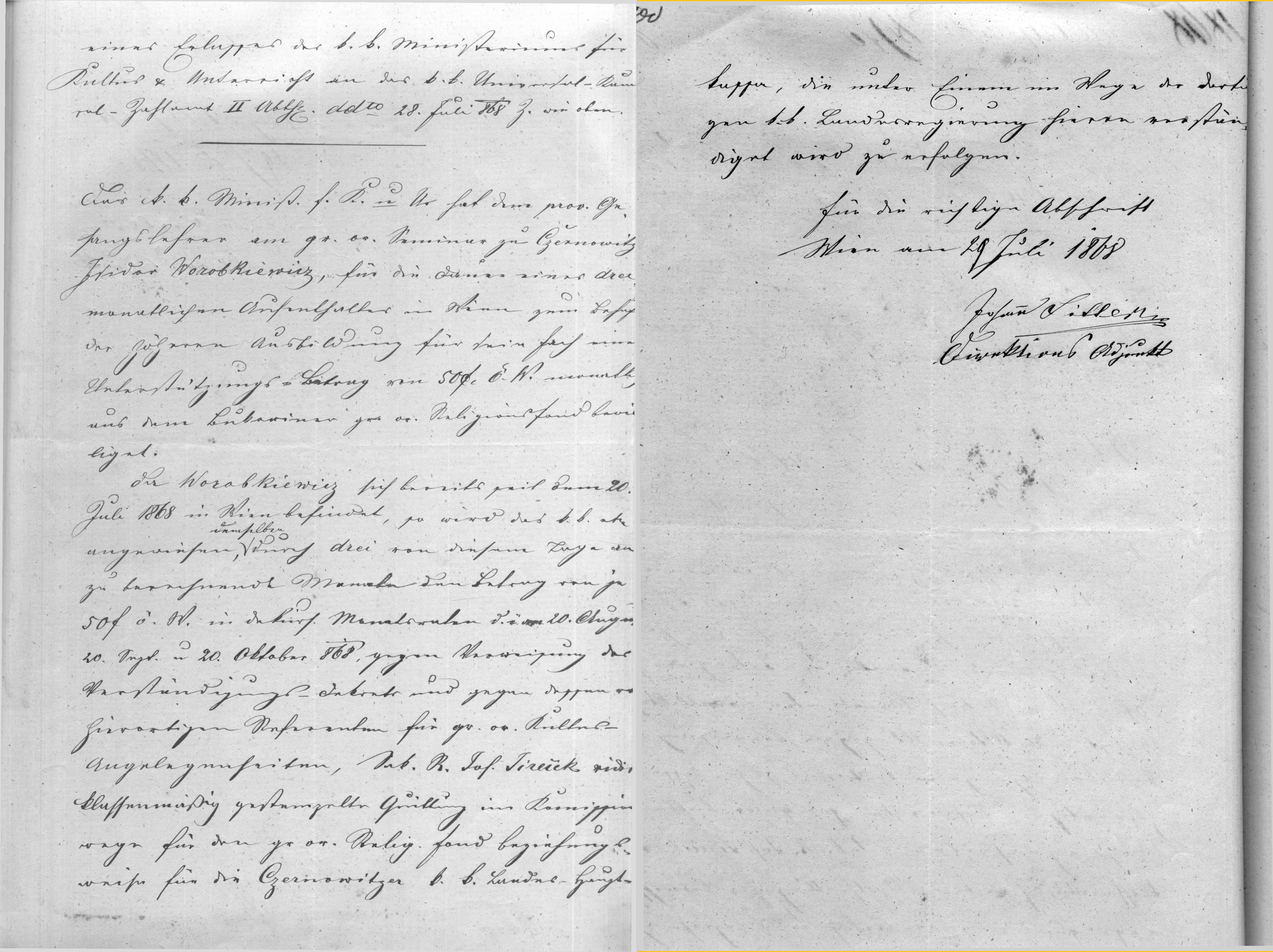
Указ Міністерства освіти та віровизнань Австрії щодо призначення Сидору Воробкевичу мистецької стипендії на навчання у м. Відень

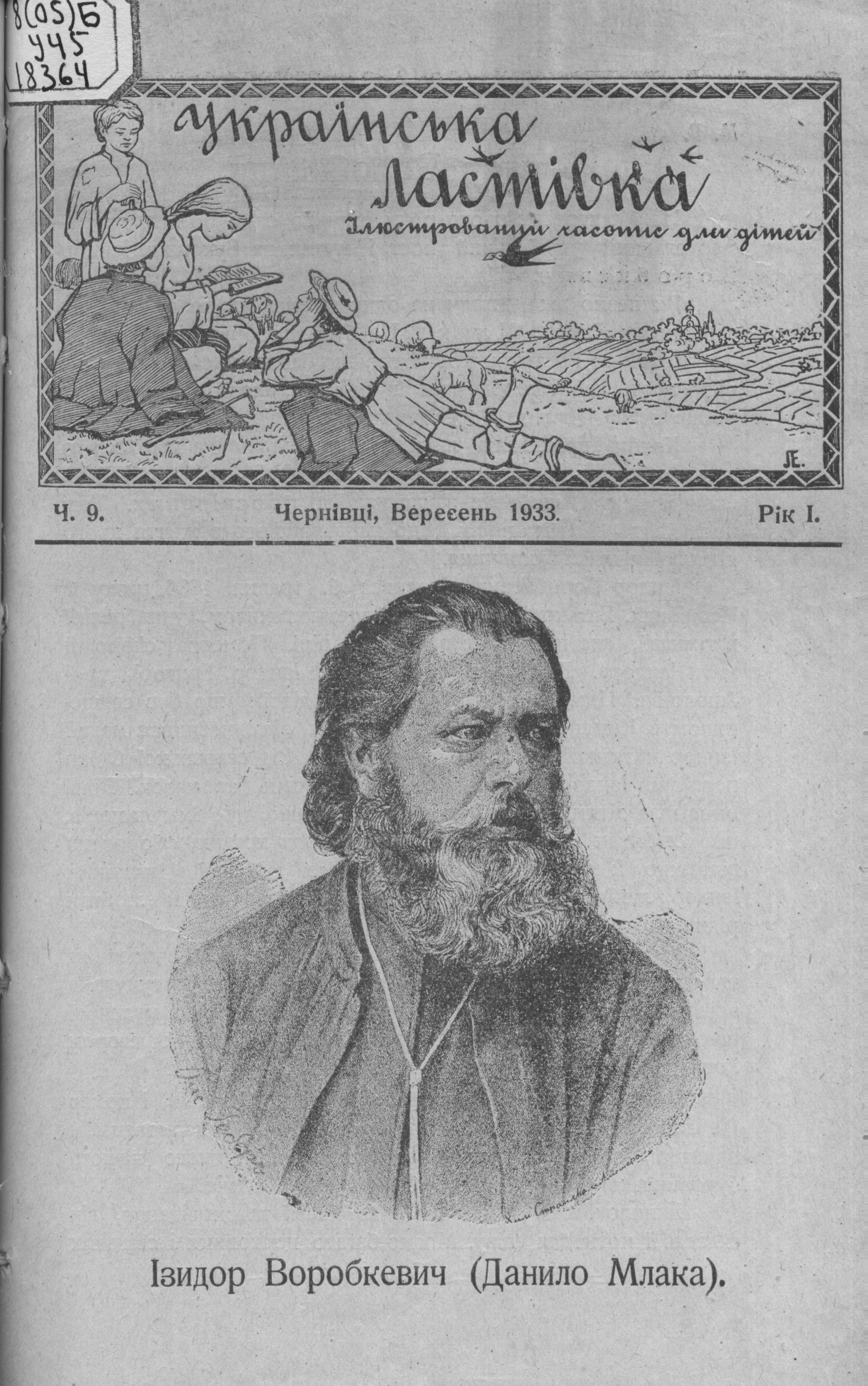
Портрет Сидора Воробкевича в часописі для дітей «Українська ластівка»

Народився 5 травня 1836 року в Чернівцях у родині вчителя філософії і богослов'я. Залишився в дитинстві круглим сиротою, разом із сестрою і молодшим братом Григорієм, що теж став відомим на Буковині громадсько-культурним діячем і письменником. Його виховували дідусь і бабуся в містечку Кіцмані, де здобув початкову освіту (навчався у 4-класовій німецькомовній школі).
Його прадід утік свого часу з Литви і звався Скальський Млака де Оробко, а дід переробив Оробко на Воробкевича[джерело?]. Частина прізвища Млака стала улюбленим псевдонімом Сидора. Батько його, Іван, на той час працював при Чернівецькій гімназії (тодішній ліцей) професором релігії і філософії. Його матір померла в 1840 році. Через п'ять років помер батько — Сидір разом зі своїм братом Григорієм залишилися сиротами. Їх дід, кіцманський протопоп Михайло Воробкевич, забрав онуків до себе жити в містечко Кіцмань. Першу науку в Кіцмані дітям надала бабка Параскева. Вона навчила любити рідну мову, пісню та народ. З уст своєї бабусі Сидір чув силу-силенну казок, пісень, народних оповідань про козаків і турків. Дід поета знав безліч оповідей про козацтво, Україну, Умань, Залізняка, Ґонту.
Навчався у Чернівецькій гімназії, згодом — у духовній семінарії, яку закінчив 1861 року, де він почав складати вірші й створювати до них музику. Потім був священиком у буковинських селах, де вивчав фольклор і побут місцевого населення.
Музичну освіту здобував приватно у професора Віденської консерваторії Ф. Кренна. У 1868 році склав іспит на звання викладача співу й регента хору у Віденській консерваторії. З 1867 року викладав спів у Чернівецькій духовній семінарії та гімназії, а з 1875 р. — на богословському факультеті Чернівецького університету. Як композитор складав літературні пісні і псалми, компонував хорові твори, сольні пісні та оперети, писав мелодії на власні вірші.
Помер 19 вересня 1903 у Чернівцях, похований на міському кладовищі.

## Творчість

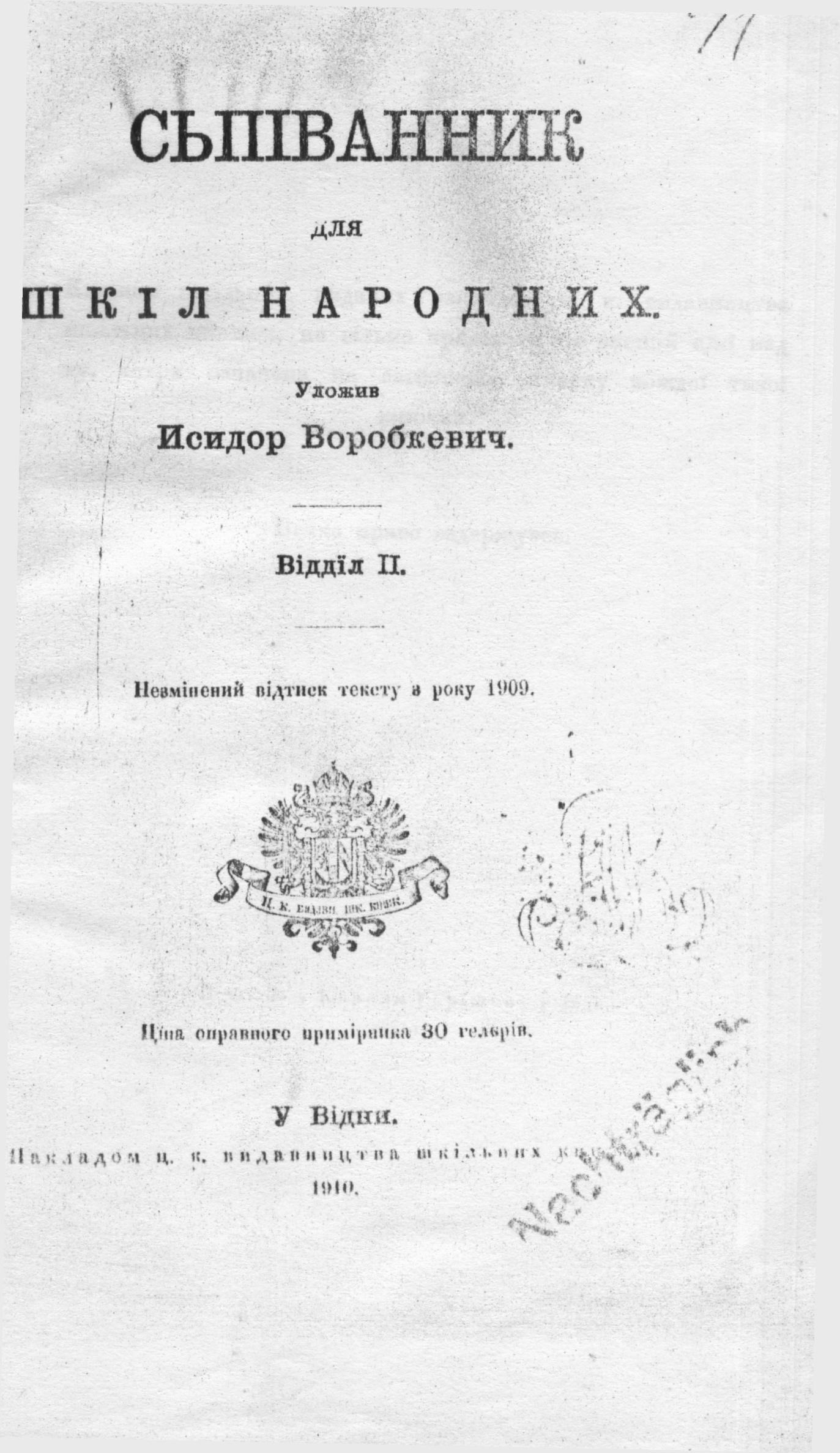
Співаник (збірник пісень), які уклав Сидір Воробкевич. Виданий у м. Відень у 1910 р.

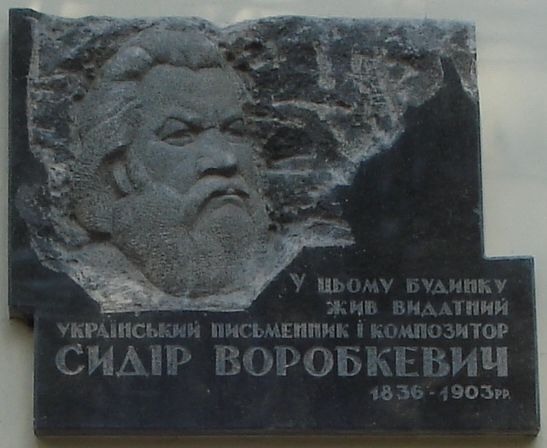
Меморіальна дошка Сидору Воробкевичу на будинку в Чернівцях, де він жив

Літературна діяльність Сидора Воробкевича розпочалася 1863 року, коли в збірнику «Галичанин» було надруковано п'ять перших віршів під загальною назвою «Думки з Буковини». 1877 року він видав перший буковинський альманах «Руська хата». Один із засновників і редакторів журналу «Буковинськая зоря».
Працюючи в Чернівецькому університеті, очолював «Руське літературне товариство», а з 1876 року — студентське товариство «Союз». В 1887 році Сидір Воробкевич очолював товариство «Руський дім народний» в Чернівцях.
Сидір Воробкевич писав українською, німецькою і румунською мовами. В літературному доробку письменника — вірші, поеми, оповідання, повісті реалістичного і романтичного характеру. Він розробляв теми історичного минулого: оповідання «Турецькі бранці» (1865), поема «Нечай» (1868), драми «Петро Сагайдачний» (1884), «Кочубей і Мазепа» (1891), комедія «Пан мандатор», писав про тяжку долю селянства: вірші «Рекрути» (1865), «Панська пімства[джерело?]» (1878). Одним з перших в українській літературі відобразив життя робітників (драма «Блудний син»).
Найповніше талант С. Воробкевича проявився в ліричних віршах, де поет «розсипає велике багатство життєвих спостережень, осяяних тихим блиском щирого, глибокого, людського і народолюбного чуття» (І. Франко). Характерними рисами поезії Воробкевича є мелодійність, близькість до фольклорних джерел (вірш «Летить, летить чорний ворон…» та ін.). Багатьом його творам властивий гумор.
Вірш Сидора Воробкевича «Рідна мова», покладений на музику автором, став хрестоматійним. Чимало творів С. Воробкевича перекладено болгарською, німецькою, російською та іншими мовами.
Перебуваючи на викладацькій роботі в Чернівецькій духовній семінарії, гімназії, університеті, Сидір Воробкевич багато уваги приділяв молоді: уклав пісенники для початкової школи, створив посібники з теорії музики й співу та ін. Виступаючи одночасно як композитор і письменник, він створює чимало віршів, пісень для дітей («Рідна мова», «То наші любі, високі Карпати», «Веснянка», «Осінь»). Після поїздки до Києва (1874) Воробкевич написав два чоловічі хори «Цар-ріка наш Дніпро» та «Я родився над Дніпром, отому я козаком».
За життя письменника було видано збірку віршів «Над Прутом» (1901) за участю І. Франка.
Перу поета належить ряд оповідань, новел, нарисів і сміховинок («Нерон», «Сабля Скандербега», «Клеопатра», «Іван Грозний»). Він — автор циклу статей «Наші композитори», у якому чільне місце відведене композиторові М. І. Глінці. Автор багатьох і різноманітних за жанром літературних, музичних творів — пісень і хорів, романсів, оперет. Писав музику на слова Т. Шевченка, Ю. Федьковича, І. Франка, В. Александрі, М. Емінеску, В. Бумбака. Також виступав як музичний педагог; зокрема, його учнем був видатний австрійський музикознавець українського походження Євсевій Мандичевський.
За словами І.Франка, С. Воробкевич був одним з «перших жайворонків нової весни нашого народного відродження».

## Пам'ять
- Гробівець, в якому похований Сидір Воробкевич (1836—1903) — буковинський письменник і композитор. Автор — скульптор Л. Кукурудза, квартал № 35]// Шупеня, В. Чернівецькі некрополі/ В. Шупеня, Ю. Приступенко, М. Чучко та ін. — Чернівці, 2000. — С. 30.
- У 2021 році біля ліцею номер 20 у Чернівцях завершують реставраційні роботи монумента Сидору Воробкевичу. Також почали реставрацію погруддя Сидору Воробкевичу у міському сквері біля Чернівецького національного університету.[10]
- У 2023 році в Чернівцях встановлено пам'ятник Сидору Воробкевичу у сквері біля головного корпусу Чернівецького національного університету.[11]
- У 2024 році у Львівському органному залі було презентовано портрет Сидіра Воробкевича, автор львівський художник з Гліб Рахманін.